# Петропавловка-1
Петропавловка-1— деревня в Ирбейском районе Красноярского края,  административный центр Петропавловского сельсовета.

## География
Находится в примерно в 15 километрах по прямой на восток-северо-восток от районного центра села Ирбейское.

## Климат
Климат резко континентальный, с продолжительной морозной зимой и коротким тёплым летом. Средняя температура воздуха самого тёплого месяца (июля) составляет 18,3°C (абсолютный максимум — 38°C); самого холодного (января) — −21,1°C (абсолютный минимум — −60°C). Продолжительность безморозного периода составляет в среднем 90 дней. Среднегодовое количество атмосферных осадков составляет 484 мм, из которых 367 мм выпадает в период с апреля по октябрь. Снежный покров держится в течение 170 дней.

## История
Основана в 1895 году. В 1926 году учтено 1007 жителей, преимущественно русских.  

## Население
Постоянное население  составило 228 человек в 2002 году (98% русских) ,  в 2010 году 259 человек.